# Quatre petites prières de Saint François d’Assise
Les Quatre petites prières de saint François d'Assise, FP 142 est une œuvre chorale sacrée de Francis Poulenc pour chœur d'hommes a cappella, composée en 1948. Écrite à la demande d'un proche de Poulenc, frère franciscain, l'œuvre fut créée par les moines de Champfleury.

## Histoire
À l'été 1948, le petit-neveu de Poulenc, Gérard Poulenc, frère Jérôme en religion, du monastère franciscain de Champfleury près de Poissy, envoie à son grand-oncle des traductions en français de quatre prières attribuées à François d'Assise, en lui demandant de les mettre en musique.

Poulenc compose l'œuvre en quelques semaines dans sa maison de Noizay et la dédie aux Franciscains de Champfleury. Poulenc commente sa composition: 

« Je vénère saint François, mais il m'intimide un peu. En tout cas, en mettant en musique ses petites prières, j'ai voulu faire acte d'humilité. C'est ainsi que dans la quatrième, par exemple, un ténor solo commence, simplement, comme un moine qui entraine ses frères à la prière. »

La pièce est créée par la chorale du monastère de Champfleury dans le cadre de la liturgie. Poulenc écrit au chef de chœur qu'il apprécie l'atmosphère de clarté et de confiance, plus touchante que le travail avec des professionnels qui regardent leur montre pendant un concert.

## Composition
L'œuvre est constituée de quatre parties :
1. Salut, Dame Sainte
2. Tout puissant, très saint, très haut
3. Seigneur, je vous en prie
4. Ô mes très chers frères

Poulenc fusionne des éléments archaïques du chant monastique médiéval, par exemple des imitations d'organum ou des réminiscences du chant grégorien avec les harmonies progressives qui lui sont propres. Néanmoins, les mélodies d’apparence simple, intégrées dans l’homophonie, représentent une dédicace à l’œuvre de François d’Assise.
Une thèse de 2004 décrit les œuvres comme « stylistiquement distillées » et note à propos des Petites prières, ainsi que de la Messe en sol et des Quatre motets pour un temps de pénitence, qu'elles « présentent la plus grande variété de style et de forme » et qu'elles montrent « l'unification habile de Poulenc des mondes sonores sacrés et profane, anciens et modernes ».
Une représentation dure environ sept minutes.

## Texte

### Salut, Dame Sainte
Salut, Dame Sainte, reine très sainte, Mère de Dieu,

ô Marie qui êtes vierge perpétuellement,

élue par le très saint Père du Ciel,

consacrée par Lui avec son très saint Fils bien aimé

et l’Esprit Paraclet.

Vous en qui fut et demeure toute plénitude de grâce et tout bien !

Salut, palais ; salut, tabernacle ; salut, maison ;

salut, vêtement ; salut servante; salut, mère de Dieu!

Et salut à vous toutes, saintes vertus

qui par la grâce et l’illumination du Saint Esprit,

êtes versées dans les cœurs des fidèles

et, d’infidèles que nous sommes, nous rendez fidèles à Dieu.

### Tout puissant, très saint, très haut
Tout puissant, très saint, très haut et souverain Dieu ;

souverain bien, bien universel, bien total ;

toi qui seul es bon ;

puissions-nous te rendre toute louange,

toute gloire, toute reconnaissance,

tout honneur, toute bénédiction ;

puissions-nous rapporter toujours à toi tous les biens.

Amen.

### Seigneur, je vous en prie
Seigneur, je vous en prie,

que la force brûlante et douce de votre amour

absorbe mon âme

et la retire de tout ce qui est sous le ciel.

Afin que je meure par amour de votre amour,

puisque vous avez daigné mourir par amour de mon amour.

### Ô mes très chers frères
Ô mes très chers frères

et mes enfants bénis pour toute l’éternité,

écoutez-moi, écoutez la voix de votre Père :

Nous avons promis de grandes choses,

on nous en a promis de plus grandes ;

gardons les unes et soupirons après les autres ;

le plaisir est court, la peine éternelle.

La souffrance est légère, la gloire infinie.

Beaucoup sont appelés, peu sont élus ;

tous recevront ce qu’ils auront mérité.

Ainsi soit-il.

## Discographie sélective
- 1998, Francis Poulenc, Musique chorale religieuse, Nederlands Kamerkoor, Eric Ericson (dir.), Globe
- 1998, Francis Poulenc, Oeuvres sacrées, Accentus, Laurence Equilbey (dir.), Musidisc
- 2005, Francis Poulenc: Figure Humaine, Quatre petites prières de Saint François d'Assise, RIAS Kammerchor, Daniel Reuss (dir.), Harmonia Mundi
- 2015, Ludus Verbalis volumes III & IV, Ensemble Aedes, Mathieu Romano (dir.), NoMadMusic[7]